# Kitoj-Goltsy
De Kitoj-Goltsy (Russisch: Китойские Гольцы; Kitojskieje Goltsy) zijn een bergrug (goltsy) van de Oostelijke Sajan. De ongeveer 180 kilometer lange bergrug ligt in de Russische autonome republiek Boerjatië in het zuiden van Siberië. De bergrug heeft een hooggebergtereliëf en is begroeid met lariks- en Siberische cederbossen, die boven de 2000 meter overgaan in bergtoendra. Aan de rand van de bergrug bevindt zich een asbestlaag. De bergrug is vernoemd naar de rivier de Kitoj, die hier haar bovenloop heeft.